# Comuna de Włocławek
Włocławek (polaco: Gmina Włocławek) é uma gminy (comuna) na Polónia, na voivodia de Cujávia-Pomerânia e no condado de Włocławski. A sede do condado é a cidade de Włocławek.
De acordo com os censos de 2004, a comuna tem 6371 habitantes, com uma densidade 29 hab/km².

## Área
Estende-se por uma área de 219,92 km², incluindo:
- área agrícola: 33%
- área florestal: 49%

## Demografia
Dados de 30 de Junho 2004:
|                      | Total   | Total | Mulheres | Mulheres | Homens  | Homens |
| -------------------- | ------- | ----- | -------- | -------- | ------- | ------ |
|                      | pessoas | %     | pessoas  | %        | pessoas | %      |
| População            | 6371    | 100   | 3198     | 50,2     | 3173    | 49,8   |
| Densidade (pop./km²) | 29      | 100   | 14,5     | 14,5     | 14,4    | 14,4   |

De acordo com dados de 2002, o rendimento médio per capita ascendia a 1344,26 zł.

## Subdivisões
- Dąb Mały, Dobra Wola, Gróbce, Józefowo, Kolonia Dębice, Kosinowo, Koszanowo, Kruszyn, Kruszynek, Ludwinowo, Ładne, Łagiewniki, Markowo, Modzerowo, Mursk, Nowa Wieś, Pińczata, Poddębice, Skoki Duże, Smólnik, Smólsk, Telążna Leśna, Warząchewka Królewska, Warząchewka Nowa, Warząchewka Polska e Wistka Królewska.

## Comunas vizinhas
- Baruchowo, Brudzeń Duży, Brześć Kujawski, Choceń, Dobrzyń nad Wisłą, Kowal, Lubraniec, Nowy Duninów, Włocławek